# Ben Aucott

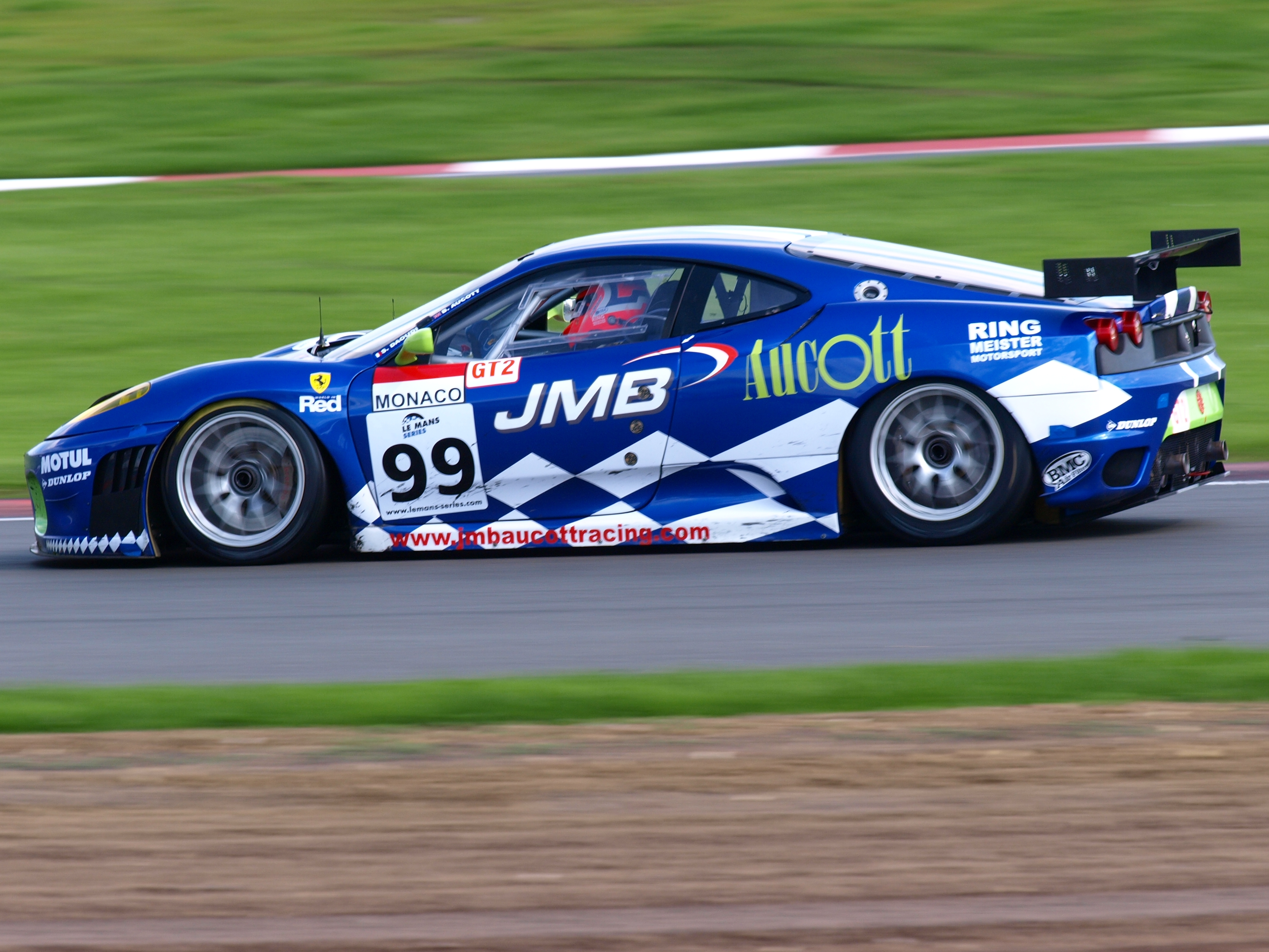
Ben Aucott im Ferrari F430 GTC beim 1000-km-Rennen von Silverstone 2008

Benjamin Starne „Ben“ Aucott (* 30. Januar 1970 in Burton-upon-Trent) ist ein ehemaliger britischer Autorennfahrer.

## Karriere als Rennfahrer
Ben Aucott bestritt Mitte der 2000er-Jahre GT- und Sportwagenrennen. 2017 fuhr er einen Maserati MC12 GT1 in der FIA-GT-Meisterschaft und gewann vor Tom Cloet und Peter Kutemann den Citation Cup dieser Meisterschaft. 2008 wechselte das Team auf einen Ferrari F430 GT mit dem Aucott auch in Le Mans am Start war.
2007 fuhr er in Le Mans gemeinsam mit Joe Macari und dem Rennwagen-Konstrukteur Adrian Newey den Ferrari an die 22. Stelle der Gesamtwertung.

## Statistik

### Le-Mans-Ergebnisse
| Jahr | Team       | Fahrzeug       | Teamkollege     | Teamkollege  | Platzierung | Ausfallgrund |
| ---- | ---------- | -------------- | --------------- | ------------ | ----------- | ------------ |
| 2007 | AF Corse   | Ferrari 430 GT | Joe Macari      | Adrian Newey | Rang 22     |              |
| 2008 | JMB Racing | Ferrari 430GT2 | Stéphane Daoudi | Alain Ferté  | Rang 25     |              |

### Sebring-Ergebnisse
| Jahr | Team       | Fahrzeug        | Teamkollege | Teamkollege | Platzierung | Ausfallgrund |
| ---- | ---------- | --------------- | ----------- | ----------- | ----------- | ------------ |
| 2007 | JMB Racing | Ferrari F430 GT | Joe Macari  | Rob Wilson  | Rang 19     |              |